# Concessão do transporte intermunicipal na Área 5 da Região Metropolitana de São Paulo
Permissionárias (ou autorizadas) são as empresas autorizadas pela Empresa Metropolitana de Transportes Urbanos de São Paulo (EMTU-SP), por meio de licitação ou não, para operar linhas intermunicipais de ônibus, entre os municípios da denominada Área 5, correspondente às cidades de Santo André, São Bernardo do Campo, São Caetano do Sul, Diadema, Mauá, Ribeirão Pires, Rio Grande da Serra e São Paulo.

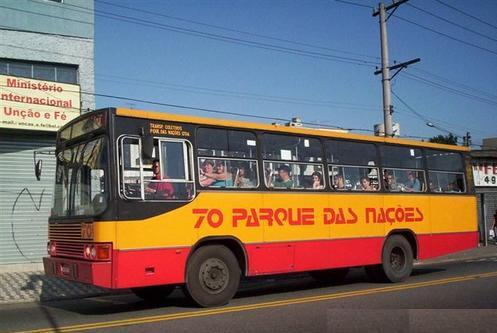
Ônibus da empresa Parque das Nações. Embora em bom estado de conservação, o veículo completou em 2013 25 anos de fabricação

## Empresas
As empresas que operam na Área 5 sob o regime de permissão são as seguintes:
- Auto Viação ABC
- Auto Viação Triângulo
- Empresa Auto Ônibus Santo André - E.A.O.S.A.
- Empresa de Transportes Publix
- Empresa Urbana Santo André - E.U.S.A.
- Expresso São Bernardo
- Mobibrasil Transporte Diadema
- Rigras Transporte Coletivo e Turismo
- Trans Bus Transportes Coletivos
- Transportes Coletivos Parque das Nações
- Tucuruvi Transportes e Turismo
- Viação Imigrantes
- Viação Padre Eustáquio - VIPE
- Viação Riacho Grande
- Viação Ribeirão Pires
- Viação São Camilo

A empresa Metra, embora opere as linhas do Corredor Metropolitano São Mateus - Jabaquara, que atravessa a Área 5, não pertence à mesma, por se tratar de licitação diferenciada.

## Concessão
Em 11 de fevereiro de 1998 o então governador de São Paulo, Mário Covas, deu início, com o Decreto Nº 42.858, a licitação para o transporte intermunicipal na Região Metropolitana de São Paulo. Somente em 2006 a licitação foi concluída, e em parte.
Na Área 5, a licitação foi paralisada em janeiro de 2007, por decisão judicial.
Em dezembro de 2010 a EMTU reiniciou o processo de concessão da Área 5. Porém em janeiro de 2011, após a sessão pública, a EMTU arquivou o processo pela falta de interesse na operação da área, conforme a seguinte nota:
| “ | À vista dos elementos constantes dos autos e considerando que à licitação sob referência não acorreram interessados, sendo assim fracassada por deserta, o que enseja o encerramento do procedimento licitatório denominado de Concorrência EMTU/SP nº 007/2010, DECIDO por seu arquivamento. | ” |

Em 2012 a EMTU chegou a publicar novamente o edital, mas atualmente está impedida pela justiça de Manaus devido a recuperação judicial das empresas Auto Viação Triângulo, EAOSA (Empresa Auto Ônibus de Santo André), EUSA (Empresa Urbana de Santo André), Viação Imigrantes, Viação Riacho Grande, Viação Ribeirão Pires e Viação São Camilo.

## Especulação sobre o fim da área 5
Em 2015, o Governo Estadual decidiu acabar com a Área 5, devido à falta de interesse e constantes boicotes dos empresários locais às tentativas de licitação da área. A partir de 2016, a EMTU passará a considerar a Região Metropolitana de São Paulo como dividida em quatro áreas, em vez de cinco, permitindo que as empresas das outras áreas já licitadas passem a operar também o transporte da Área 5.
Porém, em 19 de setembro de 2016 o Governo juntamente com a EMTU decidiram manter a área 5, que será licitada juntamente com as outras quatro áreas, com previsão de conclusão em 2017.